# Albert Hyzler
Albert Victor Hyzler (20 de noviembre de 1916 - 26 de octubre de 1993) fue un político maltés que ocupó el cargo de Presidente en funciones de Malta entre el 27 de diciembre de 1981 y el 15 de febrero de 1982.